# Mark Bernes
Mark Naumowicz Bernes (Марк Наумович Бернес, prawdziwe nazwisko – Nejman (Нейман), ur. 25 września?/8 października 1911 w Niżynie, zm. 16 sierpnia 1969 w Moskwie) – radziecki aktor i piosenkarz pochodzenia żydowskiego, Ludowy Artysta RFSRR (1965). Jeden z najbardziej znanych, także w Polsce, artystów radzieckiej estrady, pieśniarz i piosenkarz.

## Życiorys
Mark Naumowicz Bernes urodził się w mieście Nieżynie (obecnie Ukraina) w rodzinie żydowskiej. Rodzina wraz z pięcioletnim Markiem przeniosła się do Charkowa. Tam też w 1929 Mark ukończył kursy teatralne. Ojciec Marka życzył sobie, by syn został księgowym i skierował go do szkoły przemysłowo-handlowej. Jednakże siedemnastoletni Mark wyjechał do Moskwy, w nadziei znalezienia pracy aktorskiej. Grał tam jako statysta w wielu teatrach, m.in. w Małym i Wielkim. W latach 1930–1933 w Moskiewskim Teatrze Dramatycznym grywał niewielkie role. Za swojego nauczyciela uważał Nikołaja Radina. Od roku 1935 zaczął grać w filmach kinowych. Po kilku epizodycznych rolach (np. Więźniowie („Заключённые”, 1936)) Mark został zauważony przez reżysera Siergieja Jutkiewicza, który zaproponował mu jedną z głównych ról w filmie Górnicy („Шахтёры”, 1937). Gra Marka odznaczała się czarownością i delikatnym humorem. Swoim nietypowym zachowaniem przed kamerami, czarującym uśmiechem i charakterystycznym „bernesowskim” sposobem obcowania z kolegami zdobył Sergieja Jutkiewicza, który zaprosił go na zdjęcia w swoim nowym filmie Człowiek ze strzelbą („Человек с ружьём”). Grając rolę Kostii, Mark odczuwał swego rodzaju niedokończoność, brak czego ważnego w tym kinowym obrazie, czegoś, co dałoby bohaterowi pełną wyrazistość. Podzielił się z reżyserem swoim zdaniem: brakującym akcentem powinna być pieśń. Jutkiewicz przystał na jego propozycję, a piosenka „Chmury podniosły się nad miastem” („Тучи над городом встали”) pomogła Markowi wstąpić na kinowy olimp. Inne filmy z tego okresu udziałem Marka Bernesa to Истребители (1939) i Wielkie życie („Большая жизнь”) (1939).
Po wybuchu wojny Bernes był jednym z pierwszych artystów śpiewających dla żołnierzy. Wielką popularność przyniosły mu występy w obrazach poświęconych Wielkiej Wojnie Ojczyźnianej, szczególnie rola Arkadija Dzjubina w filmie Dwaj żołnierze. Z poruszającą ekspresją, a zarazem prostotą zaśpiewał tam piosenkę „Ciemna noc” („Тёмная ночь”). Ballada ta opowiada o żonie oczekującej wraz z małym dzieckiem na męża biorącego udział w ciężkich walkach; żołnierz zapewnia żonę, że przetrwa śmiertelne boje tak długo, jak długo ona będzie na niego czekać (muzyka N.Bogosłowskiego, słowa W.Agatowa). Filmowe piosenki Bogosłowskiego „Ukochane miasto” („Любимый город”), „Śpią kurhany ciemne” („Спят курганы тёмные”) „Szałandy” („Шаланды”) i wspomniana już piękna „Ciemna noc” w wykonaniu Bernesa zostały zapisane na płytach, były nadawane w radio i zdobyły wielką popularność. Po roli w filmie Dwóch bojowników artysta kontynuował współpracę z Nikitą Bogosłowskim i nagrał jeszcze kilka jego piosenek, m.in. „List do Moskwy” (Письмо в Москву”) i „Płomyk” („Огонёк”).
Pierwszy publiczny koncert Marka Bernesa miał miejsce w Swierdłowsku w „Domu oficerów” 30 grudnia 1943. Potem artysta udał się na tournée koncertowe po Uralu. W Moskwie zaczął występować od końca lat 1940., z początku w domach inteligencji twórczej. W radio, w „Klubie wesołych artystów”, wykonywał m.in. utwory „Piosenka frontowego szofera” („Песенкa фронтового шофёра”) i „Droga-ścieżka frontowa” („Путь-дорожка фронтовая”) B. Mokursowa, „W życiu tak się zdarza” („В жизни так случается”) (Wasilij Sołowjow-Siedoj).
17 września 1958 jednocześnie dwie duże centralne gazety rozpoczęły zorganizowaną nagonkę na Bernesa. W „Prawdzie” Georgij Swiridow w artykule „Wykorzeni podo z muzyki” postawił mu niesprawiedliwe i tendencyjne zarzuty, a w „Komsomolskiej prawdzie” w sposób wyolbrzymiony, piórem A. Sukoncewa i I. Szatunowskiego, w felietonie „Gwiazda w Wołdze” przedstawiono drobne złamanie przepisów ruchu drogowego, określone jako zachowanie niegodne sowieckiego artysty. Następstwem tych wydarzeń było odsunięcie Bernesa od nagrań radiowych i płytowych. Lecz w roku 1960 głos Bernesa ponownie dał się słyszeć na falach radiowych; była to piosenka rozpoczynająca popularną niedzielną audycję „С добрым утром!”.
Nie porzucając kina (łącznie wystąpił w 38 filmach, ostatni – 1967), największą uwagę poświęcał estradzie, która stwarzała mu szeroką przestrzeń dla realizacji własnych artystycznych idei. Mark brał aktywny udział w tworzeniu repertuaru. Stawiał wysokie wymagania zarówno co do muzyki, jak też słów utworów. Spośród 79 piosenek z repertuaru Marka ponad 40 napisano na jego zamówienie lub z jego bezpośrednim udziałem. W latach 1950–1960 wykreował w kinie skomplikowane charaktery ludzi trapionych przez los, np. Umara Mahometa w Daleko od Moskwy („Далеко от Москвы”), Czubuka w Szkole męstwa („Школа мужества”), Radionowa w Oni byli pierwszymi („Они были первыми”).
Kompozytor Kołmanowskij wspominał: „Bernes był uczestnikiem w procesie tworzenia piosenki. Często sam wymyślał temat. Zamawiał, czy proponował ją poecie. Potem pracował nad gotowym tekstem z kompozytorem i był niezwykle celny w swoich uwagach dotyczących muzyki, choć jak wiadomo, nie posiadał muzycznego wykształcenia i w ogóle nie znał nut. Jestem przekonany, że bez Marka Bernesa wielu piosenek by po prostu nie było…”
Jako przykład zaangażowania się Marka w proces powstawania utworów może służyć utwór Pani Warszawa, piosenka skomponowana na początku lat 1960., specjalnie dla nowej audycji Polskiej Redakcji Radia Moskiewskiego „Witaj, Warszawo!” („Здравствуй, Варшава!”, w polskiej wersji – „Herbatka przy samowarze”). Redaktor programu, Inna Romaniejewa, była obecna przy nagraniu i wspominała, z jaką starannością i z jakim zaangażowaniem, a nawet żarem pracował Bernes. Jak zwierz – mówiła Inna – on po prostu znęcał się nad muzykami, dopracowując każdą frazę, nagrywając po kilka razy. Trzeba było widzieć, jak on domagał się od pianisty bezbłędnego wykonania „szopenowskiego” pasażu w instrumentalnym refrenie pomiędzy zwrotkami.
W 1960 na stadionie w Łużnikach w programie moskiewskiego musicalu, Mark Bernes po raz pierwszy wykonał piosenkę „Wrogowie spalili rodzinną chatę” („Враги сожгли родную хату”) M. Bantera i M. Isakowskiego. Utwór ten, napisany 15 lat wcześniej, w roku 1945 i tylko raz wtedy wykonywany w radio przez W. Nieczajewa, nabrał w wykonaniu Marka, który umiał wydobyć cały jego tragizm, nowych walorów i stał się jednym z najlepszych piosenek jego repertuaru.
W 1961 reżyser Paweł Armand pierwszy przełamał kinową „banicję” Marka dając mu rolę w filmie Czarci tuzin („Чёртова дюжина”). Mark ponownie z powodzeniem pracował, grywał w filmach w Polsce, Jugosławii, Czechosłowacji, Rumunii, Bułgarii, gdzie otrzymywał wiele pełnych zachwytu ocen w prasie. Występował też w angielskiej telewizji. W jego repertuarze pojawiły się piosenki „Moskwianie” (A. Eszpaj-E.Winokurow) „Jeśli by chłopcy całej ziemi” („Если бы парни всей земли”) Sołowjowa-Siedoja i E. Dolmatowskiego, „Kocham cię, życie” („Я люблю тебя, жизнь”) E. Komanowskiego i K. Banszenkina, „Czy Rosjanie chcą wojny?” („Хотят ли русские войны?”) E. Komanowskiego, J. Jewtuszenko, „Ja się spieszę, przepraszam” („Я спешу, извините меня”) J. Frenkla i K. Wanszenkina i wiele innych. W czteroodcinkowym serialu Tarcza i miecz („Щит и меч”) z roku 1968, wykonał przejmującą, piękną patriotyczną pieśń Od czego zaczyna się Ojczyzna („С чего начинается Родина”) W. Basnera i M. Matosowskiego. W 1969 roku artysta nagrał słynne Żurawie J. Frenkla według poezji Rasuła Gamzatowa w przekładzie N. Grebnera.
Bliscy znajomi artysty wspominali: 

„Marek nigdy nie mówił «Zaśpiewam», a opowiem wam piosenkę

Nigdy też nie uważał śpiewania za swoją profesję, mawiał

Przede wszystkim jestem artystą kina, a moje piosenki – to moja miłość.

Niedługo przed śmiercią (Mark cierpiał na raka płuc) artysta poprosił o nagranie na płycie czterech jego piosenek: „Kocham cię, życie”, „Żurawie”, „Trzy lata mi się śniłaś” i „Męska rozmowa” („Мужской разговор”). Życzył sobie, by utwory te zabrzmiały na jego pogrzebie zamiast orkiestry i uroczystych przemówień. Tak też się stało. Marek Bernes odszedł 16 sierpnia 1969. Spoczął na Cmentarzu Nowodziewiczym.

## Rodzina i życie osobiste
Pierwszą żoną Marka, od roku 1932, była urodzona w 1911 Polina Linieckaja, z którą miał córkę Nataszę (ur. 1953); zmarła w 1956 na raka. Mark ożenił się ponownie w roku 1960, z młodszą o 18 lat Lilją Bodrową, przyjmując do rodziny jej syna Żana. Mark nie czynił różnic między swoją własną córką i adoptowanym synem; do obojga odnosił się w sposób wymagający. Nigdy nie pomagał im w lekcjach i nie pozwalał tego robić żonie, mawiał, że „jeśli nie chcą się uczyć, to nie muszą żyć”. Czasem też mówił „Lilja, co ty tak wiele uwagi poświęcasz dzieciom? Przed nimi całe życie, a my nie wiemy, ile nam dane”. Sprawy gospodarstwa domowego nie interesowały go. Przez 9 lat, które przeżył z Lilią, małżonkowie praktycznie się nie rozstawali. Tylko raz, z powodu choroby dziecka, Lilja nie mogła towarzyszyć Markowi w podróży do Rostowa. Wtedy dzwonił do niej każdego dnia i pytał No, dlaczego nie jesteś ze mną?
Jego ostatnie słowa na łożu śmierci były skierowane do żony: „Odejdź, tobie przecież ciężko” i natychmiast dodał: „Dokąd idziesz?”.

## Filmografia
- 1938: Człowiek z karabinem
- 1939: Wielkie życie
- 1943: Dwaj żołnierze
- 1945: Wielki przełom
- 1950: Daleko od Moskwy
- 1950: W stepie
- 1951: Taras Szewczenko
- 1953: Maksymek
- 1953: Sygnał na rzece
- 1954: Płomienne serca
- 1954: Na bezludnej wyspie
- 1954: Rezerwowy gracz
- 1956: W drodze na front
- 1956: Sprawa nr 306
- 1957: Nocny patrol
- 1957: Pilot odrzutowców
- 1958: O szóstej na lotnisku
- 1963: Milicja poszukuje
- 1967: Żenia, Żenieczka i Katiusza

Źródło:

## Wyróżnienia i nagrody

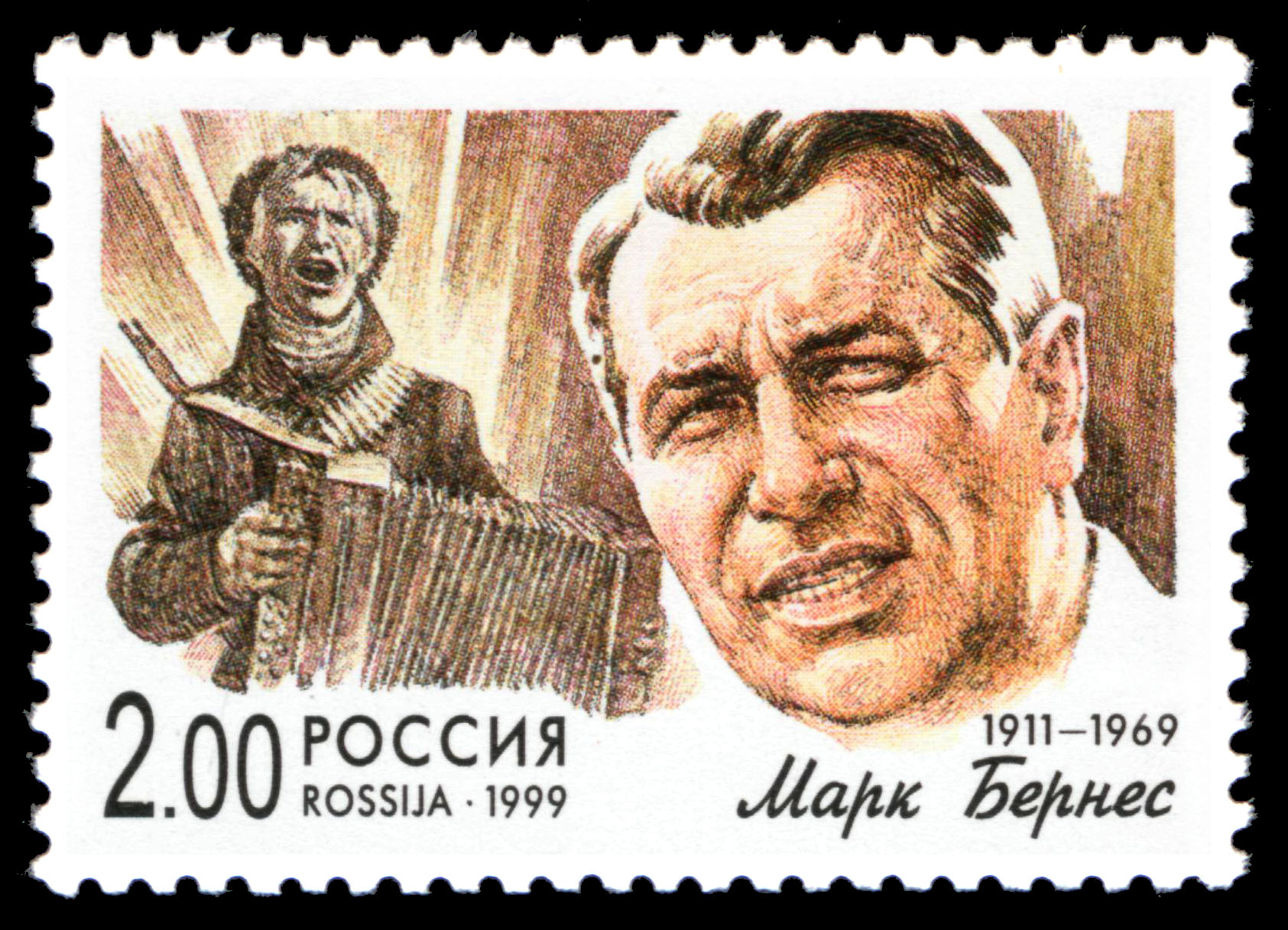
Znaczek pocztowy Rosji z serii „Popularni piosenkarze rosyjskiej estrady”, poświęcony Markowi Bernesowi. 1999, 2 ruble

- Order „Znak Honoru” za film Człowiek ze strzelbą
- Order Czerwonej Gwiazdy za film Dwóch bojowników
- Nagroda Stalinowska II stopnia za rolę Umary-Mahometa w filmie Daleko od Moskwy (1951)
- Ludowy Artysta RFSRR (1965)
- Rozporządzenie o nadaniu tytułu Ludowy Artysta ZSRR miało być podpisane dosłownie dzień po śmierci Bernesa
- W 1978 radziecki astronom I.N. Czernik nazwał na cześć artysty jedną z niewielkich planet – 3038 Bernes
- W 1996 na budynku, w którym mieszkał Mark, wmurowano tablicę pamiątkową